# Alte Kirche St. Bartholomäus (Waldbüttelbrunn)

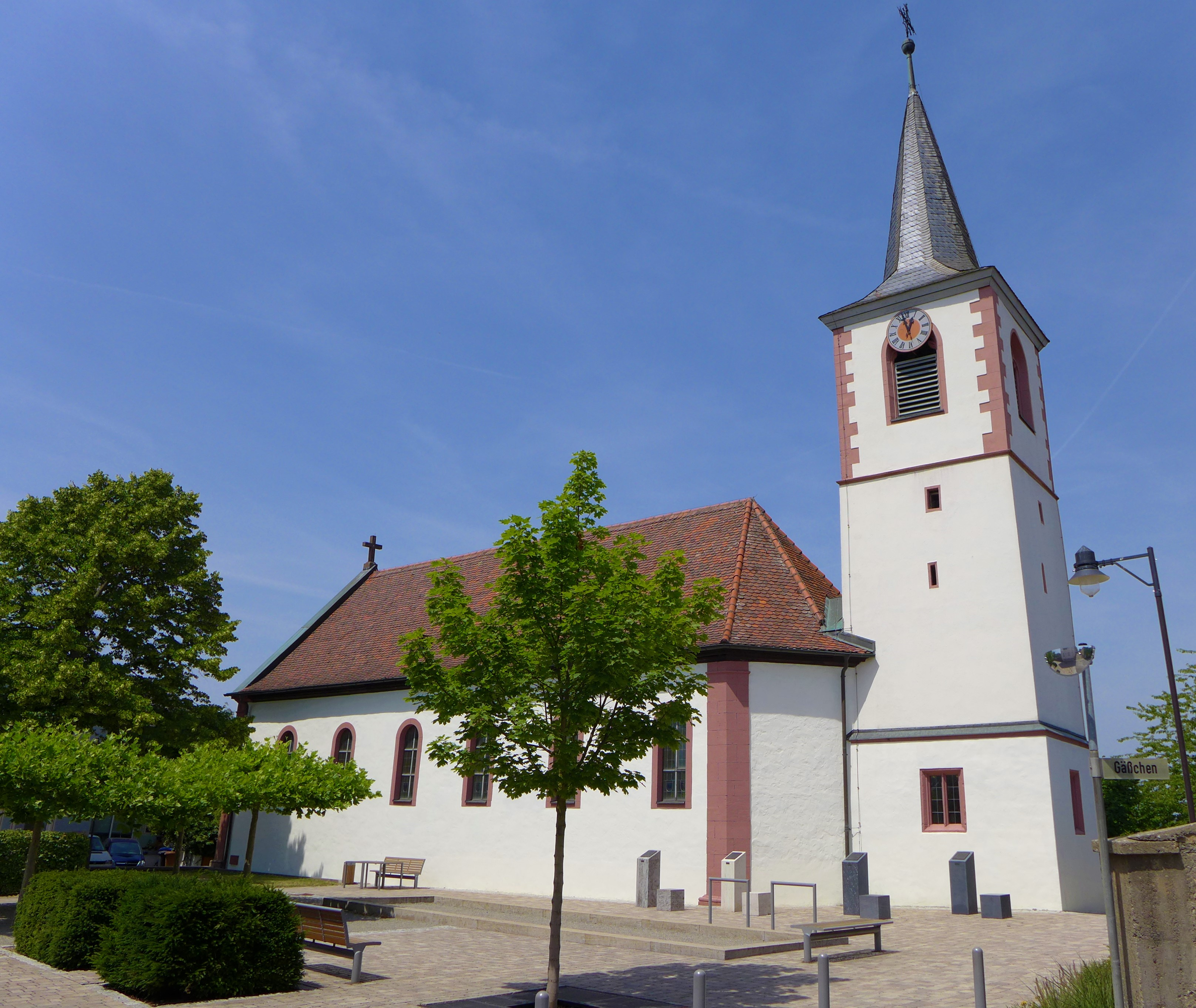
Alte Kirche St. Bartholomäus (Waldbüttelbrunn)

Die römisch-katholische, denkmalgeschützte, ehemalige Pfarrkirche St. Bartholomäus steht in Waldbüttelbrunn, einer Gemeinde im Landkreis Würzburg (Unterfranken, Bayern). Das Bauwerk ist unter der Denkmalnummer D-6-79-205-4 als Baudenkmal in der Bayerischen Denkmalliste eingetragen. Es wird seit 1980 an ortsansässige Vereine und Organisationen vermietet.

## Beschreibung
Die unteren Geschosse des Chorturms der Saalkirche sind im Kern spätgotisch. Er wurde 1602 als Julius-Echter-Turm um ein Geschoss aufgestockt, das die Turmuhr und den Glockenstuhl beherbergt, und mit einem schiefergedeckten, achtseitigen Knickhelm bedeckt. Das 1751 errichtete Langhaus wurde im 19. Jahrhundert nach Westen verlängert. In der dortigen Fassade befindet sich das Portal.